# معاهدة واشنطن البحرية
معاهدة واشنطن البحرية -والمعروفة أيضًا باسم معاهدة القوى الخمس- (بالإنجليزية: Washington Naval Treaty)‏ هي معاهدة وُقعت في عام 1922 بين الدول الكبرى التي انتصرت في الحرب العالمية الأولى، والتي وافقت على منع سباق التسلح عن طريق الحد من الإنشاءات البحرية. جرى التفاوض على هذه المعاهدة في مؤتمر واشنطن البحري الذي عقد في واشنطن العاصمة، بدءًا من نوفمبر من عام 1921 وحتى فبراير من عام 1922، ثم وقعت عليها حكومات المملكة المتحدة والولايات المتحدة وفرنسا وإيطاليا واليابان. قُيد بناء البارجات وطرادات المعارك وحاملات الطائرات في الدول الموقعة. لم تحدد المعاهدة عدد الفئات الأخرى من السفن الحربية بما في ذلك الطرادات والمدمرات والغواصات، ولكنها حددت إزاحة كل آلية بما لا يتجاوز 10 آلاف طن لكل واحدة منها.
أُبرمت المعاهدة في 6 فبراير من عام 1922. تبادلت الدول الموقعة على تلك المعاهدة الإقرار عليها في واشنطن في 17 أغسطس من عام 1923، وسُجلت في سلسلة معاهدات عصبة الأمم في 16 أبريل من عام 1924.
سعت مؤتمرات الحد من التسلح البحري في وقت لاحق إلى إنشاء قيود إضافية على بناء السفن الحربية. عُدلت شروط معاهدة واشنطن من خلال معاهدة لندن البحرية لعام 1930 ومعاهدة لندن البحرية الثانية لعام 1936. تخلت اليابان وإيطاليا عن المعاهدات بحلول منتصف ثلاثينيات القرن الماضي، في حين تخلت ألمانيا النازية عن معاهدة فرساي التي حدت من أسطولها البحري. ازدادت صعوبة الحد من التسلح البحري بالنسبة للموقعين الآخرين.
| الدولة           | إجمالي السفن                 | حاملات الطائرات              |
| ---------------- | ---------------------------- | ---------------------------- |
| المملكة المتحدة  | 525,000 طن طولي (533,000 طن) | 135,000 طن طولي (137,000 طن) |
| الولايات المتحدة | 525,000 طن (533,000 t)       | 135,000 طن (137,000 t)       |
| اليابان          | 315,000 طن (320,000 t)       | 81,000 طن (81,000 t)         |
| فرنسا            | 175,000 طن (178,000 t)       | 60,000 طن (61,000 t)         |
| إيطاليا          | 175,000 طن (178,000 t)       | 60,000 طن (61,000 t)         |

## الخلفية
امتلكت المملكة المتحدة أكبر وأقوى سلاح بحري في العالم مباشرة بعد الحرب العالمية الأولى، تلاها الولايات المتحدة لتكون اليابان وفرنسا وإيطاليا في نهاية الترتيب. دربت البحرية الملكية البريطانية أسطول أعالي البحار التابع للقيصرية الألمانية المهزومة. امتلك الحلفاء آراءً مختلفةً فيما يتعلق بالتصرف النهائي بالأسطول الألماني، إذ أراد الفرنسيون والإيطاليون تقسيم الأسطول الألماني بين القوى المنتصرة في حين أراد الأمريكيون والبريطانيون تدمير السفن. أصبحت هذه المفاوضات موضع جدل في الغالب عندما أغرق الطاقم الألماني معظم سفنه. أغضبت أنباء الإغراق الفرنسيين والإيطاليين، إذ أبدى الفرنسيون بشكل خاص عدم اقتناعهم بالتفسيرات البريطانية التي ادعت بُعد أسطولهم الذي كان يحرس الألمان عن التدريبات في ذلك الوقت. ومع ذلك، انضم البريطانيون إلى حلفائهم في إدانة الإجراءات الألمانية بدون أن تظهر أي أدلة موثوقة تشير إلى أن البريطانيين تعاونوا بشكل فعال مع الألمان في حادثة الإغراق. فرضت معاهدة فرساي -التي وُقعت بعد فترة وجيزة من غرق أسطول أعالي البحار الألماني- قيودًا صارمةً على حجم وعدد السفن الحربية التي سُمح للحكومة الألمانية المنصبة حديثًا (حكومة جمهورية فايمار) ببنائها والاحتفاظ بها.[بحاجة لمصدر]
تحالفت الولايات المتحدة والمملكة المتحدة وفرنسا وإيطاليا واليابان في الحرب العالمية الأولى، ولكن بدا سباق تسلح البحري بين الحلفاء السابقين محتملًا في السنوات القليلة اللاحقة مع انتهاء التهديد الألماني. كانت إدارة الرئيس وودرو ويلسون قد أعلنت بالفعل عن خطط متتالية بهدف توسيع الأسطول البحري الأمريكي منذ عام 1916 وحتى عام 1919، لتؤدي في نهاية المطاف إلى إنشاء أسطول ضخم مؤلف من 50 سفينة حربية حديثة.
رد البرلمان الياباني على ما سبق من خلال سماحه ببناء سفن حربية بهدف تمكين البحرية اليابانية من تحقيق هدفها المتمثل في برنامج أسطول «ثمانية ثمانية»، المؤلف من ثماني بارجات وثمانية طرادات معارك. بدأ اليابانيون العمل على أربع بارجات وأربعة طرادات معارك، وكلها أكبر وأقوى بكثير من فئاتها السابقة.
خططت التقديرات البحرية البريطانية في عام 1921 لبناء أربع بارجات وأربعة طرادات معارك، بالإضافة إلى أربع بارجات أخرى وفق ما هو مُخطط له للعام التالي.
لم يرحب الشعب الأمريكي بسباق التسلح الجديد. رفض الكونغرس الأمريكي خطة ويلسون للتوسع البحري لعام 1919، واستُأنفت -خلال حملة انتخابات الرئاسة الأمريكية لعام 1920- سياسات عدم تدخلية الولايات المتحدة في عصر ما قبل الحرب، مع التشجيع البارد على استمرار التوسع البحري. لم تستطع بريطانيا تحمل أي استئناف لبناء البارجات، نظرًا إلى التكلفة الباهظة لذلك.
أدركت حكومة الولايات المتحدة في أواخر عام 1921 تخطيط بريطانيا لعقد مؤتمر هادف إلى مناقشة الوضع الاستراتيجي في منطقتي المحيط الهادئ والشرق الأقصى. دعت حكومة هاردينغ إلى إقامة مؤتمر واشنطن البحري خلال نوفمبر من عام 1921، بهدف إحباط المؤتمر البريطاني وتلبية الطلبات المحلية لعقد مؤتمر عالمي لنزع السلاح. وافق المؤتمر على معاهدة القوى الخمس البحرية، وعلى معاهدة القوى الأربع الخاصة باليابان، ومعاهدة القوى التسع الخاصة بالصين.

## تأثير فك الشفرات على المعاهدة
ما لم يكن معروفاً للمشاركين في المؤتمر هو أن الغرفة السوداء الأمريكية في مدينة نيويورك، تحت إمرة هربرت ياردلي، كانت تتجسس على اتصالات الوفود مع عواصمهم. وعلى الأخص، فإن اتصالات اليابانيين كان مخترقة بالكامل، وقد تمكن المفاوضون الأمريكان من معرفة الحد الأدنى المقبول لليابانيين والذي دونه كانوا سيغادرون المؤتمر. ولما كانت هذه النسبة غير مقبولة لمعظم قادة الأسطول الياباني الإمبراطوري، وكذلك غير مقبولة للجماعات المفرطة الوطنية التي أخذت أسهمها في الصعود، فإن القيمة التي قبلت بها الحكومة اليابانية كانت سبباً في الكثير من الشك والاتهامات في اليابان بين السياسيين والضباط البحريين.